# اس‌اس دزورما
اس‌اس دزورما (به انگلیسی: SS Dzhurma) یک کشتی بود که طول آن ۱۲۲٫۷ متر (۴۰۲ فوت ۷ اینچ) بود. این کشتی در سال ۱۹۲۰ ساخته شد.